# Розподіл Шульца — Цімма
Розподіл Шульца — Цімма (рос. распределение Шульца — Цимма, англ. Schulz — Zimm distribution)
В ансамблі макромолекул — неперервний розподіл з диференційною масорозподільною функцією виду
fx(x)dx = {(ab + 1)xb / (Г(b+1))} exp (– ax) dx, де x — параметр, що характеризує довжину ланцюга, a та b — емпіричні параметри, Г(b+1) — гамма-функція від (b+1).